# Сан-Донато-ди-Лечче
Сан-Донато-ди-Лечче (итал. San Donato di Lecce) — коммуна в Италии, располагается в регионе Апулия, в провинции Лечче.
Население составляет 5837 человек (2008 г.), плотность населения составляет 272 чел./км². Занимает площадь 21 км². Почтовый индекс — 73010. Телефонный код — 0832.
Покровителем коммуны почитается святой Донат из Ареццо, празднование 7 августа. 

## Демография
Динамика населения:

## Администрация коммуны
- Официальный сайт: https://web.archive.org/web/20110722030734/http://www.comunesandonatodilecce.it/